# Kirišima (1913)
Kirišima (japonsky: 霧島) byla bitevním křižníkem japonského císařského námořnictva třídy Kongó, který byl přestavěn a v roce 1931 překlasifikován na bitevní loď. 

## Historie

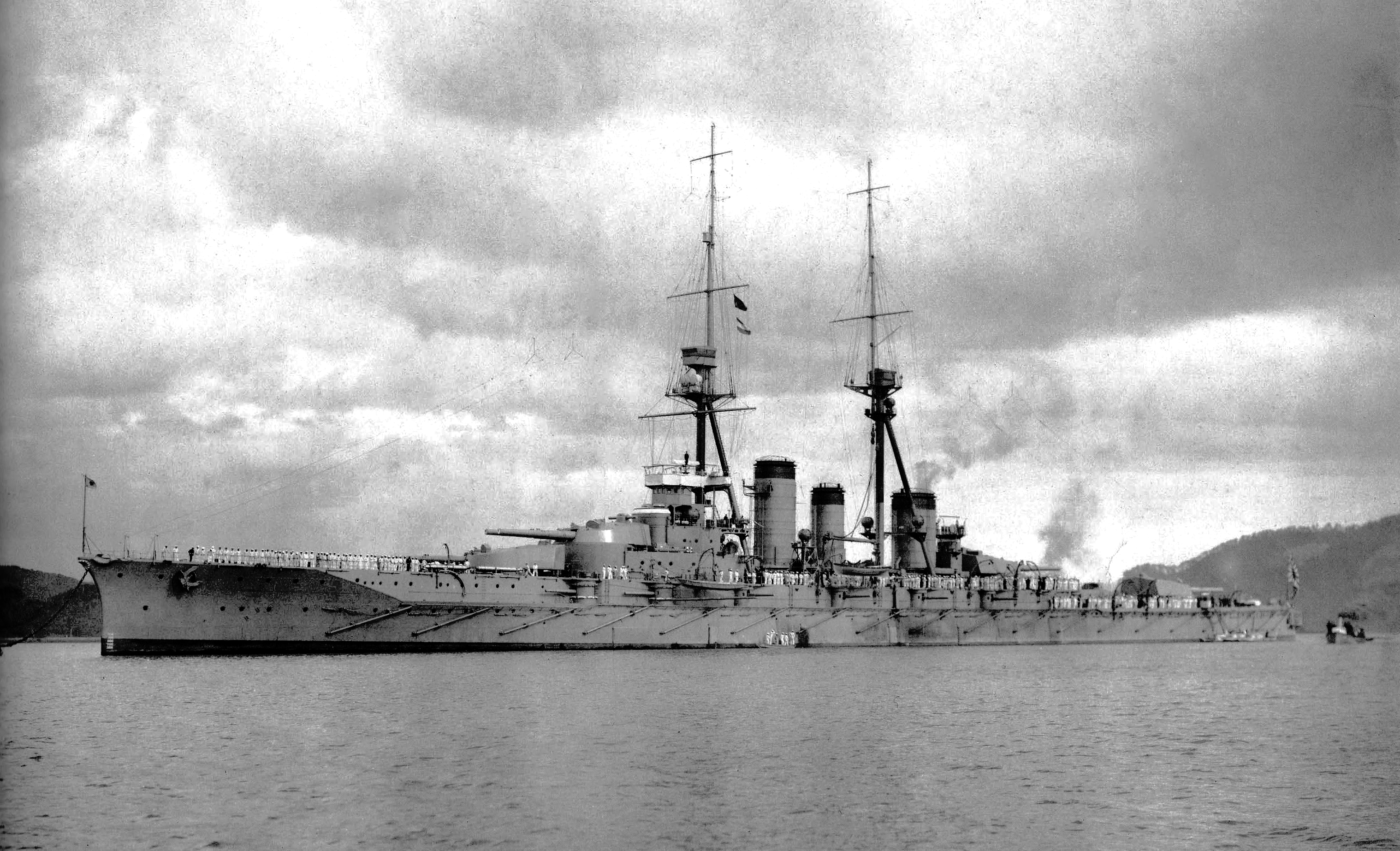
Kirišima kotvící v Sasebu v prosinci 1915

Její stavba byla zahájena 14. března 1912 v loděnicích firmy Micubiši v Nagasaki, spuštěna byla 1. prosince 1913 a do služby vstoupila 19. dubna 1915.
Hned po vypuknutí války v Pacifiku se Kirišima zapojila do válečných akcí. Byla součástí úderného svazu letadlových lodí, který 7. prosince 1941 zaútočil na americkou flotilu kotvící v Pearl Harboru.
19. února 1942 se zúčastnila útoku na Darwin.
15. listopadu 1942 se Kirišima utkala s americkými plavidly v námořní bitvě u Guadalcanalu, ve které sice svojí palbou poškodila bitevní loď USS South Dakota, ale zároveň byla sama vyřazena z boje těžkou palbou bitevní lodi USS Washington. Na lodi vypukly požáry a otvory po zásazích pod čarou ponoru na pravoboku začala do trupu pronikat voda. Ve 3 h 25 min se Kirišima 7 mil na severozápad od ostrova Savo (9°10′ j. š., 159°55′ v. d.) převrátila na pravobok a potopila. Miloš Hubáček ve své knize "Vítězství v Pacifiku" uvádí, že potopení lodi urychlila její vlastní posádka otevřením zaplavovacích ventilů poté, co byla v průběhu sedmi minut devětkrát těžce zasažena a fatálně poškozena 406mm granáty z americké bitevní lodi Washington. Více než 300 členů posádky její potopení nepřežilo, zbylých 1125 (včetně kapitána Iwabučiho) se zachránilo.
Vrak Kirišimy byl v srpnu 1992 nalezen dr. Robertem D. Ballardem v hloubce 1200 m, převrácený bez chybějící přídě.